# Gulfläckig mullvadssalamander
Gulfläckig mullvadssalamander  (Ambystoma maculatum) är ett stjärtgroddjur i familjen Mullvadssalamandrar som lever i Nordamerika.

## Utseende
De fullbildade djuren har på ovansidan två oregelbundna rader (en på varje sida) med 24 till 45 stycken gula till orange fläckar på en svart, mörkgrå eller mörkgrun bakgrund. Buken, nedre delen av sidorna och nederdelen av extremiteterna är ljusgrå. Det förekommer sällsynt enfärgade individer utan fläckar. Kroppen är kraftig, med ett brett huvud. Den har, likt många groddjur, giftkörtlar i huden, som kan utsöndra ett vitt, klibbigt sekret om den oroas. Längden varierar mellan 15 och 25 cm.

## Utbredning
Den gulfläckiga mullvadssalamandern finns i sydöstra Kanada och östra USA, med västgräns i östra Iowa och östra Texas.

## Vanor
Arten föredrar fuktiga biotoper som löv-, bland- och barrskogar nära vatten där de gömmer sig i förna, under trädgrenar och i underjordiska tunnlar. Vuxna individer lever av insekter, spindlar, mångfotingar, snäckor och sniglar. Larverna livnär sig på små kräftdjur och mygglarver, och när de blir större även skinnbaggar, snäckor och sländlarver.

### Fortplantning
Leken sker i stillastående vatten utan fiskpopulationer (dammar, vattenhål och liknande). Tidpunkten tycks variera; både uppgifter om vinter- till vårlek och höst finns. Hanarna avsätter spermatoforer (upp till 80 per hane) som olika honor tar upp. Varje hona kan därefter lägga mellan 100 och 300 ägg per säsong. Äggen kläcks efter 4 till 7 veckor, och larverna förvandlas efter 2 till 4 månader. De fullbildade salamandrarna blir könsmogna efter 2 till 3 år i de södra delarna av utbredningsområdet; längre norrut tar det emellertid längre tid, upp mot 5 till 6 år.

### Livslängd
Dödligheten är mycket stor bland larverna, men när de väl har förvandlats kan de vanligtvis leva i 20 år. Maximal observerad livslängd är 30 år.

## Status
Den gulfläckiga mullvadssalamandern betraktas som livskraftig ("LC"), och populationen är i allmänhet stabil. Skogsavverkning utgör emellertid ett potentiellt hot.